# Kamień runiczny z Yttergärde

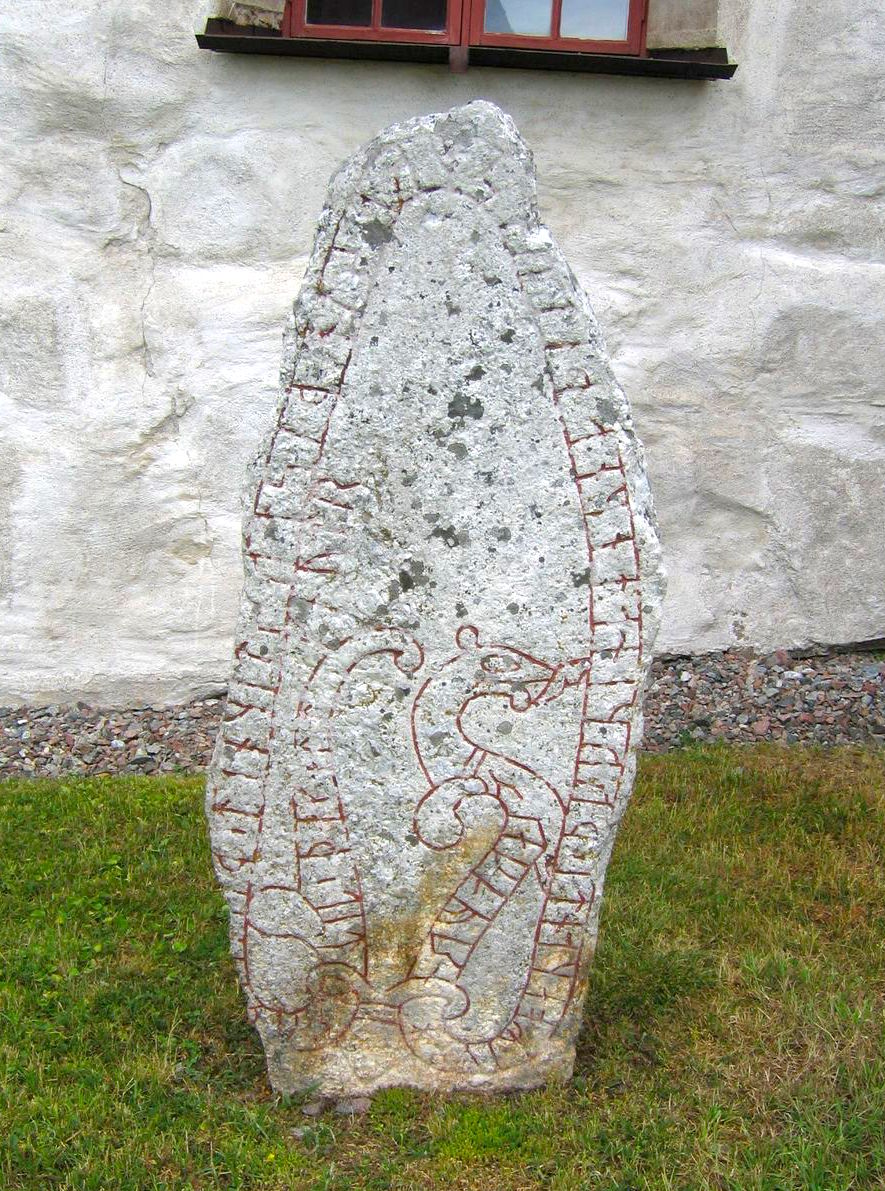
Kamień runiczny z Yttergärde

Kamień runiczny z Yttergärde (U 344) – pochodzący ze szwedzkiej prowincji Uppland kamień runiczny z początku XI wieku, będący pamiątką po wyprawach skandynawskich wikingów do Anglii.
Granitowy blok ma 2,5 m wysokości. Został odnaleziony w 1868 roku przez szwedzkiego antykwariusza Richarda Dybecka na farmie w Yttergärde w gminie Vallentuna, wmurowany w fundamenty jednego z budynków gospodarczych. Obecnie jest ustawiony przed wejściem do kościoła w Orkestra. Wyryty tekst zapisany został fuþarkiem młodszym w wersji długogałązkowej i czytany jest od prawej do lewej, z wyjątkiem ostatnich trzech słów, które zapisano od lewej do prawej. Jego treść głosi:
in ulfr hafiR o| |onklati ' þru kialt| |takat þit uas fursta þis tusti ka-t ' þ(a) ---- (þ)urktil ' þa kalt knutr
co znaczy:
Ulf otrzymał w Anglii trzykrotnie pieniądze Danów; pierwsze rozdzielił Toste, drugie Torkil, ostatnie Knud.
Wspomniane w tekście „pieniądze Danów” to okup, którym władcy Anglii musieli się opłacać wikingom w zamian za zaniechanie najazdów. Wyliczone osoby to kolejno wódz wikiński Skagul Toste, przywódca wikingów z Jomsborga Torkil oraz król duński Kanut Wielki.